# Drôles d'espions
Pour les articles homonymes, voir Spies.
Pour plus de détails, voir Fiche technique et Distribution.
Drôles d'espions (Spies Like Us) est un film d'espionnage américain réalisé par John Landis et sorti en 1985.

## Synopsis
Austin Millbarge et Emmett Fitz-Hume aspirent à devenir agents secrets. Ils participent à un programme de recrutement de la CIA. Ils sont sélectionnés pour leur incompétence afin de servir de leurres dans une mission secrète d'espionnage destinée à tester un système ultramoderne de défense spatiale américain. Persuadés qu'ils sont de véritables espions, ils se retrouvent au Pakistan puis en Afghanistan, tandis que les vrais espions suivent un chemin parallèle.

## Fiche technique
Sauf indication contraire, les informations mentionnées dans cette section peuvent être confirmées par la base de données cinématographiques IMDb,  présente dans la section « Liens externes ».
- Titre français et québécois : Drôles d'espions
- Titre original : Spies Like Us
- Réalisateur : John Landis
- Scénario : Dan Aykroyd, Lowell Ganz et Babaloo Mandel
- Photographie : Robert Paynter
- Costumes : Deborah Nadoolman
- Montage : Malcolm Campbell
- Musique : Elmer Bernstein
- Effets spéciaux : Brian Johnson
- Producteur : George Folsey Jr et Brian Grazer
- Sociétés de production : Warner Bros. et AAR Films
- Sociétés de distribution : Warner Bros. (États-Unis), Warner-Columbia Film (France)
- Budget : 22 000 000 $ (estimé)
- Pays d'origine :  États-Unis
- Format : Couleurs (Technicolor) — 35 mm — 1,85:1 — son monophonique
- Genre : comédie, aventures, espionnage
- Durée : 102 minutes
- Dates de sortie :
  - États-Unis : 6 décembre 1985
  - France : 23 juillet 1986

## Distribution
- Chevy Chase (VF : Jacques Frantz) : Emmett Fitz-Hume
- Dan Aykroyd (VF : Richard Darbois) : Austin Millbarge
- Donna Dixon (VF : Maïk Darah) : Karen Boyer
- Bruce Davison : Ruby
- William Prince : Keyes
- Steve Forrest : le général Sline
- Tom Hatten : le général Miegs
- Charles McKeown : Jerry Hadley
- James Daughton : Bob Hodges
- Jim Staahl : Bud Schnelker
- Bernie Casey : le colonel Rhumbus
- Jeff Harding : le collègue d'Emmett
- Stephen Hoye : le capitaine Hefling
- Frank Oz : le surveillant de l'examen
- Vanessa Angel : un membre de l'équipage russe
- Robert Paynter : Dr. Gill
- Michael Apted : agent Ace Tomato

## Production
Le tournage a lieu en Norvège (Sogndal), au Maroc, en Californie (Lancaster) ainsi qu'en Angleterre (Twickenham Film Studios, Pinewood Studios, Surrey).

## Commentaires
Comme dans la plupart des films de John Landis, on peut voir l'affiche du film fictif See You Next Wednesday. Ici l'affiche apparaît dans le camp d'entraînement militaire, juste après la chute libre en avion, lorsque l'instructeur annonce aux deux recrues qu'ils peuvent enfin passer en phase opérationnelle. De même, comme à son habitude, John Landis offre de petits rôles à des réalisateurs connus. On peut ainsi voir ici Frank Oz (le surveillant de l'examen), Costa-Gavras (un soldat russe), Michael Apted, Martin Brest, Joel Coen, Larry Cohen, Terry Gilliam, Sam Raimi et Ray Harryhausen.
L'acteur Bob Hope, décédé en 2003, faisait ici sa dernière apparition au cinéma, dans le rôle du joueur de golf qui envoie sa balle dans la tente médicale. Drôle d'espions est par ailleurs un hommage à Road to ..., une série de films avec Bob Hope débutée avec En route vers Singapour (1940) et achevée en 1962 avec Astronautes malgré eux.
Dans la série Chuck, l'un des personnages de la saison 2, Emmett Millbarge, est une référence à ce film. Dans l’épisode 16 de la saison 3 ce film est d’ailleurs diffusé à la télévision. Enfin, l'acteur Chevy Chase incarne Ted Roark, principal antagoniste dans la saison 2 puisqu'il dirige le FULCRUM.

## Remakenon officiel
Un remake français non officiel, Double Zéro, a été réalisé par Gérard Pirès et sorti en 2004.